# بحيري (زغرتا)
بحيري أو تولا هي إحدى القرى اللبنانية من قرى قضاء زغرتا في محافظة الشمال.
- المساحة : 38 هكتار - 0،38 كلم ² - 0،15 مي ².
- عدد السكان : 154 ساكن.[1]